# Tứ niệm xứ
Tứ niệm xứ (tiếng Pali: Satipaṭṭhāna; tiếng Phạn: smṛtyupasthāna) là một thuật ngữ Phật giáo quan trọng, có nghĩa là sự thiết lập, xây dựng chánh niệm tỉnh giác hay chánh niệm hiện tiền, hoặc cũng có thể hiểu là các nền tảng của chánh niệm. Phương pháp này nhằm giúp cho hành giả đạt đến sự giác ngộ viên mãn và tâm tỉnh thức. Trong truyền thống Phật giáo, đặc biệt là trong Phật giáo Nguyên thủy, việc thực hành thiền quán tập trung 4 đối tượng: thân (sa, pi. kāya) hay còn hiểu là cơ thể, thọ (sa, pi. vedanā) hay còn hiểu là cảm giác, tâm (sa, pi. citta) và pháp (sa, pi, sadhammās) tức là các nguyên tắc hay phạm trù chính trong giáo lý của Đức Phật, được cho là giúp loại bỏ năm triền cái và phát triển thất giác chi.
Có lẽ, Kinh Tứ niệm xứ (Đại Niệm Xứ, Satipatthana) là văn bản về thực hành Thiền có ảnh hưởng nhất trong Phật giáo Thevarada hiện đại, và các phong trào Thiền Vipassana cũng dựa trên cơ sở lời dạy trong kinh điển này. Giáo lý về Tứ Niệm Xứ có thể tìm thấy ở trong tất cả các truyền thống Phật giáo, tuy nhiên Phật giáo Thevarada hiện đại và phong trào Thiền vipassanā được biết đến rộng rãi qua việc thúc đẩy việc thực hành Tứ Niệm Xứ để phát triển Chính niệm tỉnh giác mà thông qua đó hành giả sẽ đạt được cái nhìn sâu sắc về vô thường và chứng được Sơ quả trong Tứ thánh quả.
Đây là một trong những phương pháp tu tập quan trọng mà Đức Phật đã nhấn mạnh, được thể hiện rất rõ qua Kinh Trường Bộ, Kinh Trung Bộ và Kinh Tương Ưng Bộ.

## Phương pháp
Phương pháp quán chiếu này được nói rõ trong Kinh Đại Niệm Xứ (pi. Mahāsatipaṭṭhāna-sutta) và Đức Phật từng nói rằng, pháp này có thể đưa đến Niết-bàn.
- Quán Thân bao gồm sự tỉnh giác trong hơi thở, thở ra, thở vào[5] (pi. ānāpānasati), cũng như tỉnh giác trong bốn dạng cơ bản của thân (đi, đứng, nằm, ngồi). Tỉnh giác trong mọi hoạt động của thân thể, quán sát 32 phần thân thể, quán sát yếu tố tạo thành thân cũng như quán tử thi.
- Quán Thọ là nhận biết rõ những cảm giác, cảm xúc dấy lên trong tâm, biết chúng là dễ chịu (lạc thọ), khó chịu (khổ thọ) hay trung tính (bất khổ bất lạc thọ), nhận biết chúng là thế gian hay xuất thế, biết tính vô thường của chúng.
- Quán Tâm là chú ý đến các tâm pháp (ý nghĩ) đang hiện hành, biết nó là tham hay vô tham, sân hay vô sân, si hay vô si (Tâm sở), biết rõ tâm đang thâu nhiếp hay tán loạn, tâm quảng đại hay không quảng đại, tâm hữu hạn hay không hữu hạn, tâm vô thượng hay không vô thượng, tâm định hay không định, tâm giải thoát hay không giải thoát.
- Quán Pháp là biết rõ mọi pháp đều phụ thuộc lẫn nhau, đều Vô ngã, biết rõ Năm triền cái có hiện hành hay không, biết rõ con người chỉ là Ngũ uẩn đang hoạt động, biết rõ gốc hiện hành của các pháp và hiểu rõ Tứ diệu đế.

Trong Đại thừa, các phép niệm xứ được hiểu là quán thân, thụ, tâm, pháp; bốn thứ đều là dạng của tính Không.
Ngày nay tại phương Tây, phép quán bốn niệm xứ được phổ biến rộng, trong đó hành giả ngồi (tọa thiền) hay áp dụng phép quán này trong các hoạt động hàng ngày.

## Trích đoạn từ kinh điển Pali
Dưới đây là một vài bản trích dẫn từ nhiều Kinh khác nhau trong Kinh điển Pali, điển hình là Kinh Trung Bộ và Kinh Tương Ưng Bộ.
- Trích từ Kinh Tương Ưng Bộ, Tập V - Thiên Đại Phẩm, [47] Chương 3: Tương Ưng Niệm Xứ (a)[4]

I. Phẩm Ambapàli
1) Như vầy tôi nghe.
Một thời Thế Tôn trú ở Vesàli, tại rừng Ambapàli.
2) Tại đấy, Thế Tôn gọi các Tỷ-kheo: "Này các Tỷ-kheo". "Bạch Thế Tôn". Các Tỷ-kheo ấy vâng đáp Thế Tôn. Thế Tôn nói như sau:
3) -- Có con đường độc nhất này, này các Tỷ-kheo, khiến cho các loài hữu tình được thanh tịnh, vượt qua được sầu bi, chấm dứt khổ ưu, chứng đạt chánh lý, chứng ngộ Niết-bàn. Tức là bốn niệm xứ. Thế nào là bốn?
4) -- Ở đây, này các Tỷ-kheo, Tỷ-kheo trú, quán thân trên thân, nhiệt tâm, tỉnh giác, chánh niệm, nhiếp phục tham ưu ở đời... trú, quán thọ trên các cảm thọ, nhiệt tâm, tỉnh giác, chánh niệm... trú, quán tâm trên tâm, nhiệt tâm, tỉnh giác... trú, quán pháp trên các pháp, nhiệt tâm, tỉnh giác, chánh niệm, nhiếp phục tham ưu ở đời.
5) Có con đường độc nhất này, này các Tỷ-kheo, khiến cho các loài hữu tình được thanh tịnh, vượt qua được sầu bi, chấm dứt khổ ưu, chứng đạt chánh lý, chứng ngộ Niết-bàn. Con đường ấy tức là bốn niệm xứ.

6) Thế Tôn thuyết như vậy. Các Tỷ-kheo ấy hoan hỷ tín thọ lời Thế Tôn nói.
- Trích từ Kinh Trung Bộ, Tập I- Kinh số 10 - Kinh Niệm Xứ (a)[2]

(Quán thọ)
Này các Tỷ-kheo, như thế nào là Tỷ-kheo sống quán thọ trên các thọ?
Này các Tỷ-kheo, ở đây Tỷ-kheo
khi cảm giác lạc thọ, tuệ tri: "Tôi cảm giác lạc thọ"; khi cảm giác khổ thọ, tuệ tri: "Tôi cảm giác khổ thọ"; khi cảm giác bất khổ bất lạc thọ, tuệ tri: "Tôi cảm giác bất khổ bất lạc thọ".
Hay khi cảm giác lạc thọ thuộc vật chất, tuệ tri: "Tôi cảm giác lạc thọ thuộc vật chất"; hay khi cảm giác lạc thọ không thuộc vật chất, tuệ tri: "Tôi cảm giác lạc thọ không thuộc vật chất".
Hay khi cảm giác khổ thọ thuộc vật chất, tuệ tri: "Tôi cảm giác khổ thọ thuộc vật chất"; hay khi cảm giác khổ thọ không thuộc vật chất, tuệ tri: "Tôi cảm giác khổ thọ không thuộc vật chất".
Hay khi cảm giác bất khổ bất lạc thọ thuộc vật chất, tuệ tri: "Tôi cảm giác bất khổ bất lạc thọ thuộc vật chất"; hay khi cảm giác bất khổ bất lạc thọ không thuộc vật chất, tuệ tri: "Tôi cảm giác bất khổ bất lạc thọ không thuộc vật chất".

Như vậy, vị ấy sống quán thọ trên các nội thọ; hay sống quán thọ trên các ngoại thọ; hay sống quán thọ trên các nội thọ, ngoại thọ. Hay vị ấy sống quán tánh sanh khởi trên các thọ, hay sống quán tánh diệt tận trên các thọ; hay sống quán tánh sanh diệt trên các thọ. "Có thọ đây", vị ấy sống an trú chánh niệm như vậy, với hy vọng hướng đến chánh trí, chánh niệm. Và vị ấy sống không nương tựa, không chấp trước một vật gì trên đời. Này các Tỷ-kheo, như vậy Tỷ-kheo sống quán thọ trên các thọ.

## Tóm tắt về các pháp được quán trong Tứ Niệm Xứ
Dưới đây là các bảng tóm tắt về tất cả các hiện tượng và cách tuệ tri theo từng hiện tượng được ghi chép trong kinh điển Pali và được Hòa thượng Thích Minh Châu dịch sang Tiếng Việt.
- Trích từ trong Kinh Trường Bộ: Tập II- Kinh số 22 - Kinh Đại Niệm Xứ.[6]
- Trích từ trong Maha-satipatthana Sutta: The Great Frames of Reference bởi Tỷ-Kheo Thanissaro bản Tiếng Anh.[3]

| Hiện tượng | Tuệ tri (biết rằng) |
| --- | --- |
| 1. Thở vô dài | Biết thở vô dài (không có tôi) |
| 2. Thở ra dài | Biết thở ra dài (không có cái tôi) |
| 3. Thở vô ngắn | Biết thở vô ngắn (không có cái tôi) |
| 4. Thở ra ngắn | Biết thở ra ngắn (không có cái tôi) |
| 5. "Cảm giác toàn thân, sẽ thở vô" - vị ấy tập | |
| 6. "Cảm giác toàn thân, sẽ thở ra" - vị ấy tập | |
| 7. "An tịnh thân hành, sẽ thở vô" - vị ấy tập | |
| 8. "An tịnh thân hành, sẽ thở ra" - vị ấy tập | |
| 9. Đi | Biết đi (chú ý không có cái tôi) |
| 10. Đứng | Biết đứng (chú ý không có cái tôi) |
| 11. Ngồi | Biết ngồi (chú ý không có cái tôi) |
| 12. Nằm | Biết nằm (chú ý không có cái tôi) |
| 13. Khi bước tới, bước lui, biết rõ việc mình đang làm | |
| 14. Khi ngó tới, ngó lui, biết rõ việc mình đang làm | |
| 15. Khi co tay khi duỗi tay biết rõ việc mình đang làm | |
| 16. Khi mang áo Sanghàti (Tăng-già-lê), mang bát, mang y, biết rõ việc mình đang làm | |
| 17. Khi ăn, uống, nhai, nếm, biết rõ việc mình đang làm | |
| 18. Khi đi đại tiện, tiểu tiện, biết rõ việc mình đang làm | |
| 19. Quán sát thân này, dưới từ bàn chân trở lên, trên cho đến đảnh tóc, bao bọc bởi da và chứa đầy những vật bất tịnh sai biệt | Trong thân này, đây là tóc, lông, móng, răng, da, thịt, gân, xương, thận, tủy, tim, gan, hoành cách mô, lá lách, phổi, ruột, màng ruột, bụng, phân, mật, đàm, mủ, máu, mồ hôi, mỡ, nước mắt, mỡ da, nước miếng, niêm dịch, nước ở khớp xương, nước tiểu |
| 20. Quán sát thân này về vị trí các giới và sự sắp đặt các giới (giới ở đây nghĩa là các tính chất/ các yếu tố) | Trong thân này có địa đại, thủy đại, hỏa đại và phong đại. (Địa đại: tính chất của đất; Thủy đại: tính chất của nước; Hỏa đại: tính chất của lửa; Phong đại: tính chất của gió.)                                                                        |
| 21. Như thấy một thi thể quăng bỏ trong nghĩa địa một ngày, hai ngày, ba ngày, thi thể ấy trương phồng lên, xanh đen lại, nát thối ra | Thân này tánh chất là như vậy, bản tánh là như vậy, không vượt khỏi tánh chất ấy |
| 22. Như thấy một thi thể quăng bỏ trong nghĩa địa bị các loài quạ ăn, hay bị các loài diều hâu ăn, hay bị các chim kên ăn; hay bị các loài chó ăn; hay bị các loài giả can ăn, hay bị các loài côn trùng ăn | Thân này tánh chất là như vậy, bản tánh là như vậy, không vượt khỏi tánh chất ấy |
| 23. Như thấy một thi thể bị quăng bỏ trong nghĩa địa; - với các xương còn liên kết với nhau, còn dính thịt và máu, còn được các đường gân cốt lại; - với các xương còn liên kết với nhau, không còn dính thịt nhưng còn dính máu, còn được các đường gân cột lại; - với các xương còn liên kết với nhau, không còn dính thịt và máu, còn được các đường gân cột lại; - chỉ còn có xương không dính lại với nhau, rải rác chỗ này chỗ kia: ở đây là xương tay, ở đây là xương chân, ở đây là xương ống, ở đây là xương bắp vế, ở đây là xương mông, ở đây là xương sống, ở đây là xương đầu,... | Thân này tánh chất là như vậy, bản tánh là như vậy, không vượt khỏi tánh chất ấy |
| 24. Như thấy một thi thể quăng bỏ trong nghĩa địa, chỉ còn toàn xương trắng màu vỏ ốc... chỉ còn một đống xương lâu hơn một năm... chỉ còn là xương thối trở thành bột | Thân này tánh chất là như vậy, bản tánh là như vậy, không vượt khỏi tánh chất ấy |

| Hiện tượng                                                | Tuệ tri (biết rằng)                                    |
| --------------------------------------------------------- | ------------------------------------------------------ |
| 1. Khi cảm giác lạc thọ (dễ chịu)                         | Tôi cảm giác lạc thọ                                   |
| 2. Khi cảm giác khổ thọ (khó chịu)                        | Tôi cảm giác khổ thọ                                   |
| 3. Khi cảm giác bất khổ, bất lạc thọ (trung tính)         | Tôi cảm giác bất khổ - bất lạc thọ                     |
| 4. Khi cảm giác lạc thọ thuộc vật chất                    | Tôi cảm giác lạc thọ thuộc vật chất                    |
| 5. Khi cảm giác lạc thọ không thuộc vật chất              | Tôi cảm giác lạc thọ không thuộc vật chất              |
| 6. Khi cảm giác khổ thọ thuộc vật chất                    | Tôi cảm giác khổ thọ thuộc vật chất                    |
| 7. Khi cảm giác khổ thọ không thuộc vật chất              | Tôi cảm giác khổ thọ không thuộc vật chất              |
| 8. Khi cảm giác bất khổ, bất lạc thọ thuộc vật chất       | Tôi cảm giác bất khổ, bất lạc thọ thuộc vật chất       |
| 9. Khi cảm giác bất khổ, bất lạc thọ không thuộc vật chất | Tôi cảm giác bất khổ, bất lạc thọ không thuộc vật chất |

| Hiện tượng                   | Tuệ tri (biết rằng)      |
| ---------------------------- | ------------------------ |
| 1. Với tâm có tham           | Tâm có tham              |
| 2. Với tâm không tham        | Tâm không tham           |
| 3. Với tâm có sân            | Tâm có sân               |
| 4. Với tâm không sân         | Tâm không sân            |
| 5. Với tâm có si             | Tâm có si                |
| 6. Với tâm không si          | Tâm không si             |
| 7. Với tâm thâu nhiếp        | Tâm được thâu nhiếp      |
| 8. Với tâm tán loạn          | Tâm bị tán loạn          |
| 9. Với tâm quảng đại         | Tâm được quảng đại       |
| 10. Với tâm không quảng đại  | Tâm không được quảng đại |
| 11. Với tâm hữu hạn          | Tâm hữu hạn              |
| 12. Với tâm vô thượng        | Tâm vô thượng            |
| 13. Với tâm có định          | Tâm có định              |
| 14. Với tâm không định       | Tâm không định           |
| 15. Với tâm giải thoát       | Tâm có giải thoát        |
| 16. Với tâm không giải thoát | Tâm không giải thoát     |

| Quán pháp đối với   | Quán pháp đối với                                                                                           | Hiện tượng | Tuệ tri (biết rằng) |
| ------------------- | --- | --- | --- |
| 1. Năm triền cái    | Tham dục (tính dục và tình yêu nam nữ)                                                                      | 1. Nội tâm có tham dục | Nội tâm tôi có tham dục |
| 1. Năm triền cái    | Tham dục (tính dục và tình yêu nam nữ)                                                                      | 2. Nội tâm không có tham dục | Nội tâm tôi không có tham dục |
| 1. Năm triền cái    | Tham dục (tính dục và tình yêu nam nữ)                                                                      | 3. Với tham dục chưa sanh nay sanh khởi - vị ấy tuệ tri như vậy | |
| 1. Năm triền cái    | Tham dục (tính dục và tình yêu nam nữ)                                                                      | 4. Với tham dục đã sanh nay được đoạn diệt - vị ấy tuệ tri như vậy | |
| 1. Năm triền cái    | Tham dục (tính dục và tình yêu nam nữ)                                                                      | 5. Với tham dục đã được đoạn diệt, tương lai không sanh khởi nữa - vị ấy tuệ tri như vậy | |
| 1. Năm triền cái    | Sân hận (giận dữ, hận thù)                                                                                  | 1. Nội tâm có sân hận | Nội tâm tôi có sân hận |
| 1. Năm triền cái    | Sân hận (giận dữ, hận thù)                                                                                  | 2. Nội tâm không có sân hận | Nội tâm tôi không có sân hận |
| 1. Năm triền cái    | Sân hận (giận dữ, hận thù)                                                                                  | 3. Với sân hận chưa sanh, nay sanh khởi - vị ấy tuệ tri như vậy | |
| 1. Năm triền cái    | Sân hận (giận dữ, hận thù)                                                                                  | 4. Với sân hận đã sanh, nay được đoạn diệt - vị ấy tuệ tri như vậy | |
| 1. Năm triền cái    | Sân hận (giận dữ, hận thù)                                                                                  | 5. Với sân hận đã được đoạn diệt, tương lai không sanh khởi nữa - vị ấy tuệ tri như vậy | |
| 1. Năm triền cái    | Hôn trầm (bần thần, mệt mỏi) Thụy miên (buồn ngủ, ngủ gật)                                                  | 1. Nội tâm có hôn trầm, thụy miên | Nội tâm tôi có hôn trầm, thụy miên |
| 1. Năm triền cái    | Hôn trầm (bần thần, mệt mỏi) Thụy miên (buồn ngủ, ngủ gật)                                                  | 2. Nội tâm không có hôn trầm, thụy miên | Nội tâm tôi không có hôn trầm, thụy miên |
| 1. Năm triền cái    | Hôn trầm (bần thần, mệt mỏi) Thụy miên (buồn ngủ, ngủ gật)                                                  | 3. Với hôn trầm, thụy miên chưa sanh, nay sanh khởi - vị ấy tuệ tri như vậy | |
| 1. Năm triền cái    | Hôn trầm (bần thần, mệt mỏi) Thụy miên (buồn ngủ, ngủ gật)                                                  | 4. Với hôn trầm, thụy miên đã sanh, nay được đoạn diệt - vị ấy tuệ tri như vậy | |
| 1. Năm triền cái    | Hôn trầm (bần thần, mệt mỏi) Thụy miên (buồn ngủ, ngủ gật)                                                  | 5. Với hôn trầm, thụy miên đã được đoạn diệt, tương lai không sanh khởi nữa - vị ấy tuệ tri như vậy | |
| 1. Năm triền cái    | Trạo hối - từ ghép của 2 từ: - Trạo cử (lăn xăn, dao động của thân) - Hối hận (nuối tiếc, dao động của tâm) | 1. Nội tâm có trạo hối | Nội tâm tôi có trạo hối |
| 1. Năm triền cái    | Trạo hối - từ ghép của 2 từ: - Trạo cử (lăn xăn, dao động của thân) - Hối hận (nuối tiếc, dao động của tâm) | 2. Nội tâm không có trạo hối | Nội tâm tôi không có trạo hối |
| 1. Năm triền cái    | Trạo hối - từ ghép của 2 từ: - Trạo cử (lăn xăn, dao động của thân) - Hối hận (nuối tiếc, dao động của tâm) | 3. Với trạo hối chưa sanh, nay sanh khởi - vị ấy tuệ tri như vậy | |
| 1. Năm triền cái    | Trạo hối - từ ghép của 2 từ: - Trạo cử (lăn xăn, dao động của thân) - Hối hận (nuối tiếc, dao động của tâm) | 4. Với trạo hối đã sanh, nay được đoạn diệt - vị ấy tuệ tri như vậy | |
| 1. Năm triền cái    | Trạo hối - từ ghép của 2 từ: - Trạo cử (lăn xăn, dao động của thân) - Hối hận (nuối tiếc, dao động của tâm) | 5. Với trạo hối đã được đoạn diệt, tương lai không sanh khởi nữa - vị ấy tuệ tri như vậy | |
| 1. Năm triền cái    | Hoài nghi (do dự, thiếu dứt khoát, chần chừ)                                                                | 1. Nội tâm có nghi | Nội tâm tôi có nghi |
| 1. Năm triền cái    | Hoài nghi (do dự, thiếu dứt khoát, chần chừ)                                                                | 2. Nội tâm không có nghi | Nội tâm không có nghi |
| 1. Năm triền cái    | Hoài nghi (do dự, thiếu dứt khoát, chần chừ)                                                                | 3. Với nghi chưa sanh, nay sanh khởi - vị ấy tuệ tri như vậy | |
| 1. Năm triền cái    | Hoài nghi (do dự, thiếu dứt khoát, chần chừ)                                                                | 4. Với nghi đã sanh, nay được đoạn diệt - vị ấy tuệ tri như vậy | |
| 1. Năm triền cái    | Hoài nghi (do dự, thiếu dứt khoát, chần chừ)                                                                | 5. Với nghi đã được đoạn diệt, tương lai không sanh khởi nữa - vị ấy tuệ tri như vậy | |
| 2. Năm thủ uẩn      | 2. Năm thủ uẩn                                                                                              | 1. Đây là sắc, đây là sắc sanh, đây là sắc diệt - vị ấy tuệ tri như vậy | 1. Đây là sắc, đây là sắc sanh, đây là sắc diệt - vị ấy tuệ tri như vậy |
| 2. Năm thủ uẩn      | 2. Năm thủ uẩn                                                                                              | 2. Đây là thọ, đây là thọ sanh, đây là thọ diệt - vị ấy tuệ tri như vậy | |
| 2. Năm thủ uẩn      | 2. Năm thủ uẩn                                                                                              | 3. Đây là tưởng, đây là tưởng sanh, đây là tưởng diệt - vị ấy tuệ tri như vậy | |
| 2. Năm thủ uẩn      | 2. Năm thủ uẩn                                                                                              | 4. Đây là hành, đây là hành sanh, đây là hành diệt - vị ấy tuệ tri như vậy | |
| 2. Năm thủ uẩn      | 2. Năm thủ uẩn                                                                                              | 5. Đây là thức, đây là thức sanh, đây là thức diệt - vị ấy tuệ tri như vậy | |
| 3. Sáu nội ngoại xứ | 3. Sáu nội ngoại xứ                                                                                         | 1. Tuệ tri con mắt và tuệ tri các sắc, do duyên hai pháp này, kiết sử sanh khởi - vị ấy tuệ tri như vậy 2. Tuệ tri tai và tuệ tri các tiếng, .... 3. Tuệ tri mũi và tuệ tri các hương, ... 4. Tuệ tri lưỡi và tuệ tri các vị, ... 5. Tuệ tri thân và tuệ tri các xúc, ... 6. Tuệ tri ý và tuệ tri các pháp, do duyên hai pháp này, kiết sử sanh khởi - vị ấy tuệ tri như vậy - với kiết sử chưa sanh nay sanh khởi, vị ấy tuệ tri như vậy; - và với kiết sử đã sanh nay được đoạn diệt, vị ấy tuệ tri như vậy; - và với kiết sử đã được đoạn diệt, tương lai không sanh khởi nữa, vị ấy tuệ tri như vậy | 1. Tuệ tri con mắt và tuệ tri các sắc, do duyên hai pháp này, kiết sử sanh khởi - vị ấy tuệ tri như vậy 2. Tuệ tri tai và tuệ tri các tiếng, .... 3. Tuệ tri mũi và tuệ tri các hương, ... 4. Tuệ tri lưỡi và tuệ tri các vị, ... 5. Tuệ tri thân và tuệ tri các xúc, ... 6. Tuệ tri ý và tuệ tri các pháp, do duyên hai pháp này, kiết sử sanh khởi - vị ấy tuệ tri như vậy - với kiết sử chưa sanh nay sanh khởi, vị ấy tuệ tri như vậy; - và với kiết sử đã sanh nay được đoạn diệt, vị ấy tuệ tri như vậy; - và với kiết sử đã được đoạn diệt, tương lai không sanh khởi nữa, vị ấy tuệ tri như vậy |
| 4. Bảy Giác chi     | Niệm Giác chi                                                                                               | 1. Nội tâm có Niệm Giác chi | Nội tâm tôi có Niệm Giác chi |
| 4. Bảy Giác chi     | Niệm Giác chi                                                                                               | 2. Nội tâm không có Niệm Giác chi | Nội tâm tôi không có Niệm Giác chi |
| 4. Bảy Giác chi     | Niệm Giác chi                                                                                               | 3. Với Niệm Giác chi chưa sanh nay sanh khởi, vị ấy tuệ tri như vậy | |
| 4. Bảy Giác chi     | Niệm Giác chi                                                                                               | 4. Với Niệm Giác chi đã sanh, nay được tu tập viên thành, vị ấy tuệ tri như vậy | |
| 4. Bảy Giác chi     | Trạch pháp Giác chi                                                                                         | (tương tự như Niệm Giác chi) | (tương tự như Niệm Giác chi) |
| 4. Bảy Giác chi     | Tinh tấn Giác chi                                                                                           | (tương tự như Niệm Giác chi) | (tương tự như Niệm Giác chi) |
| 4. Bảy Giác chi     | Hỷ Giác chi                                                                                                 | (tương tự như Niệm Giác chi) | (tương tự như Niệm Giác chi) |
| 4. Bảy Giác chi     | Khinh an Giác chi                                                                                           | (tương tự như Niệm Giác chi) | (tương tự như Niệm Giác chi) |
| 4. Bảy Giác chi     | Định Giác chi                                                                                               | (tương tự như Niệm Giác chi) | (tương tự như Niệm Giác chi) |
| 4. Bảy Giác chi     | Xả Giác chi                                                                                                 | (tương tự như Niệm Giác chi) | (tương tự như Niệm Giác chi) |
| 5. Bốn sự thật      | 5. Bốn sự thật                                                                                              | 1. Như thật tuệ tri: "Đây là khổ" | 1. Như thật tuệ tri: "Đây là khổ" |
| 5. Bốn sự thật      | 5. Bốn sự thật                                                                                              | 2. Như thật tuệ tri: "Đây là khổ tập" | |
| 5. Bốn sự thật      | 5. Bốn sự thật                                                                                              | 3. Như thật tuệ tri: "Đây là khổ diệt" | |
| 5. Bốn sự thật      | 5. Bốn sự thật                                                                                              | 4. Như thật tuệ tri: "Đây là con đường đưa đến khổ diệt" | |